# Mother (píseň, Blondie)
„Mother“ je první singl k devátému studiovému albu americké skupiny Blondie s názvem Panic of Girls. Singl vyšel 23. května a na albu 30. května 2011. K písni byl vytvořen i videoklip. Na B-straně speciálního vydání singlu je i instrumentální verze písně „Mother“. V žebříčku UK Indie Chart se singl umístil na třicátém místě.